# Калігаґан (острів)
Острів Калігаґан (також відомий як Кісаґан або Кішаґан) — острів у групі островів Креніцін на Алясці (США). Назва острова була транскрибована в 1852 році віце-адміралом російського імператорського флоту Михайлом Тебенковим.